# Маятас (Костанайская область)
Маята́с (каз. Маятас) — упразднённое село в Костанайской области Казахстана. Находилось в подчинении городской администрации Аркалыка. Входило в состав Екидинского сельского округа. Код КАТО — 391646124. Упразднено в 2010 году. Географически расположено на территории Амангельдинского района.

## Население
В 1999 году население села составляло 36 человек (22 мужчины и 14 женщин). По данным переписи 2009 года в селе проживало 6 человек (4 мужчины и 2 женщины).